# Prunay-le-Gillon
Prunay-le-Gillon is een gemeente in het Franse departement Eure-et-Loir (regio Centre-Val de Loire). De gemeente telt 907 inwoners (2004). De plaats maakt deel uit van het arrondissement Chartres.

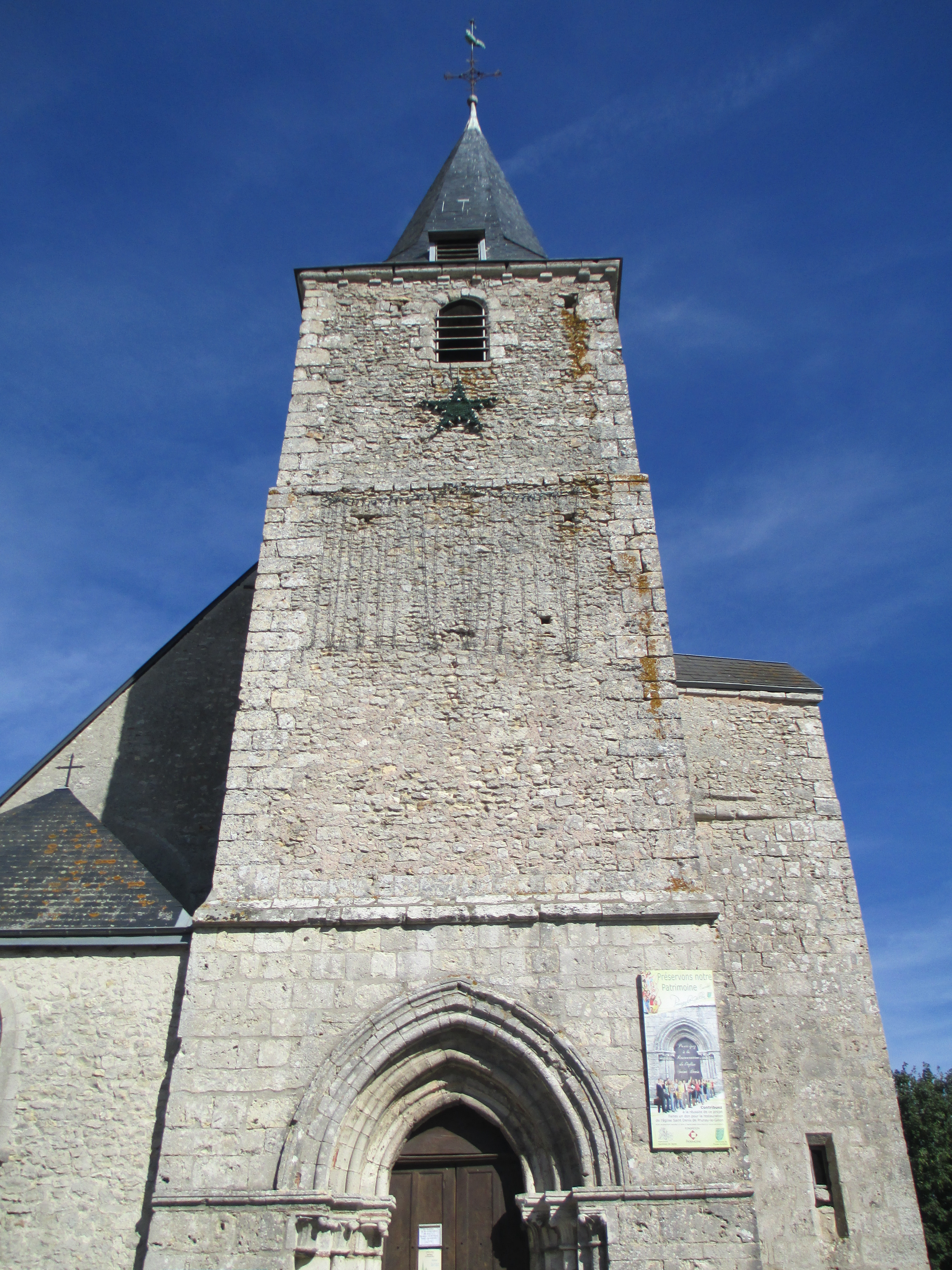
Église Saint-Denis

## Geografie
De oppervlakte van Prunay-le-Gillon bedraagt 25,4 km², de bevolkingsdichtheid is 35,7 inwoners per km².
In de gemeente liggen nog onder meer de gehuchten Crossay, Les Vaux, Frainville en Gérainville. In het noorden ligt Boinville au Chemin op de grens met buurgemeente Francourville.
De onderstaande kaart toont de ligging van Prunay-le-Gillon met de belangrijkste infrastructuur en aangrenzende gemeenten.

## Bezienswaardigheden
- De Église Saint-Denis

## Demografie
Onderstaande figuur toont het verloop van het inwonertal (bron: INSEE-tellingen).